# 14990 Zermelo
14990 Zermelo (1997 UY10) là một tiểu hành tinh vành đai chính được phát hiện ngày 31 tháng 10 năm 1997 bởi P. G. Comba ở Prescott.